# Thomas Helmer
Thomas Helmer (Herford, 21 de abril de 1965) é um ex-futebolista profissional alemão que atuava como defensor.

## Carreira
Por clubes, se destacou por Borussia Dortmund e Bayern de Munique. Atuou também por Arminia Bielefeld e Hertha Berlim. Encerrou a carreira em 2000, no time inglês do Sunderland.

## Seleção
Thomas Helmer jogou as copas de 1990, 1994 e 1998.